# Požar (Delnice)
Požar je naselje u Hrvatskoj u sastavu Grada Delnica. Nalazi se u Primorsko-goranskoj županiji.

## Zemljopis
Nalazi se istočno od nacionalnog parka Risnjaka. Jugoistočno je Kalić, sjeverozapadno su Zakrajc Turkovski, Podgora Turkovska i Hrvatsko, sjeveroistočno su Gornji Ložac i Turke (Hrvatska) i Grintovec pri Osilnici (Slovenija).

## Stanovništvo
| broj stanovnika | 148   | 156   | 96    | 111   | 87    | 117   | 96    | 86    | 107   | 104   | 94    | 56    | 53    | 23    | 17    | 8     | 4     |
|                 | 1857. | 1869. | 1880. | 1890. | 1900. | 1910. | 1921. | 1931. | 1948. | 1953. | 1961. | 1971. | 1981. | 1991. | 2001. | 2011. | 2021. |